# 叶夫根尼·巴申贾吉扬
叶夫根尼·阿尔乔莫维奇·巴申贾吉扬（俄語：Евгений Артёмович Башинджагян，1924年11月21日—2021年2月12日），苏联政治人物，曾任苏联汽车工业部第一副部长。

## 生平
1924年生于第比利斯。1945年进入格鲁吉亚理工学院机械工程系，1950年毕业后进入雅罗斯拉夫尔汽车制造厂工作，历任技术员、部门主任。1958年至1965年，历任总工程师、副厂长。1966年，担任苏联汽车工业部汽车发动机生产总局第一副局长。同年，担任苏联与意大利车厂菲亚特合作成立的伏尔加汽车制造厂总工程师、首任技术总监。1966年至1968年，他还担任菲亚特苏联顾问团团长。1972年任苏联汽车工业部副部长，1977年至1986年担任第一副部长。1987年退休后继续在伏尔加汽车制造厂任职。2021年2月12日逝世。